# Ravnsborgs kommun
Ravnsborgs kommun var en kommun i Storstrøms amt i Danmark. Centralort var Horslunde.
1 januari 2007 gick Ravnsborgs kommun upp i Lollands kommun.